# MAZ-5551
Der Lastkraftwagen MAZ-5551 (russisch МАЗ-5551, deutsche Transkription eigentlich MAS-5551) ist ein Lkw-Typ des belarussischen Fahrzeugherstellers Minski Awtomobilny Sawod, der seit dem Jahr 1985 in Serie produziert wird. Er basiert technisch auf dem Modell MAZ-5337.

## Beschreibung

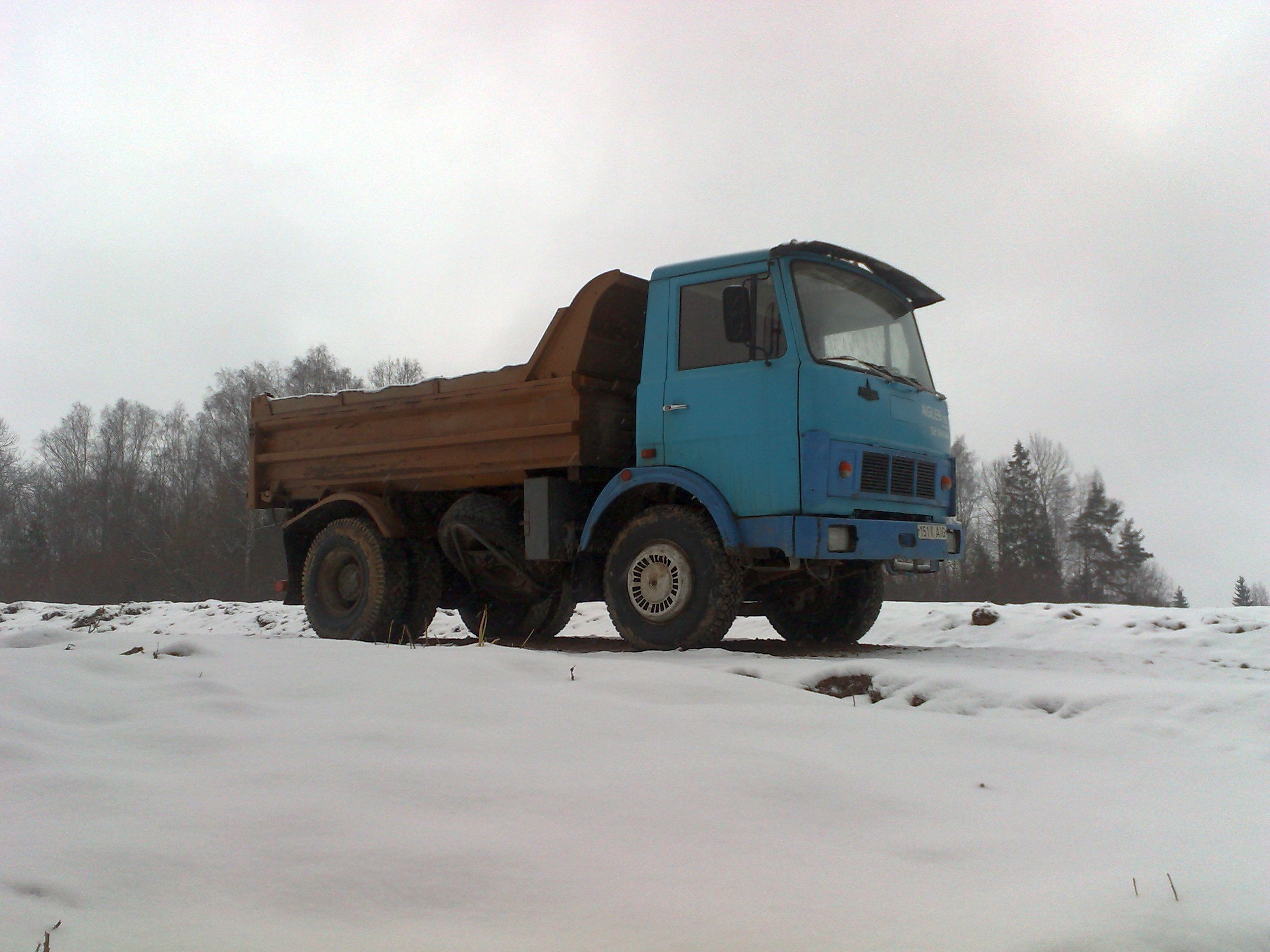
Ein MAZ-5551 mit altem Fahrerhaus (vor 2003)

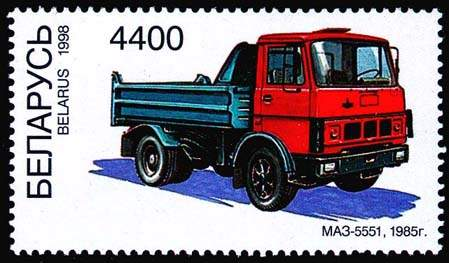
Ein MAZ-5551 auf einer belarussischen Briefmarke

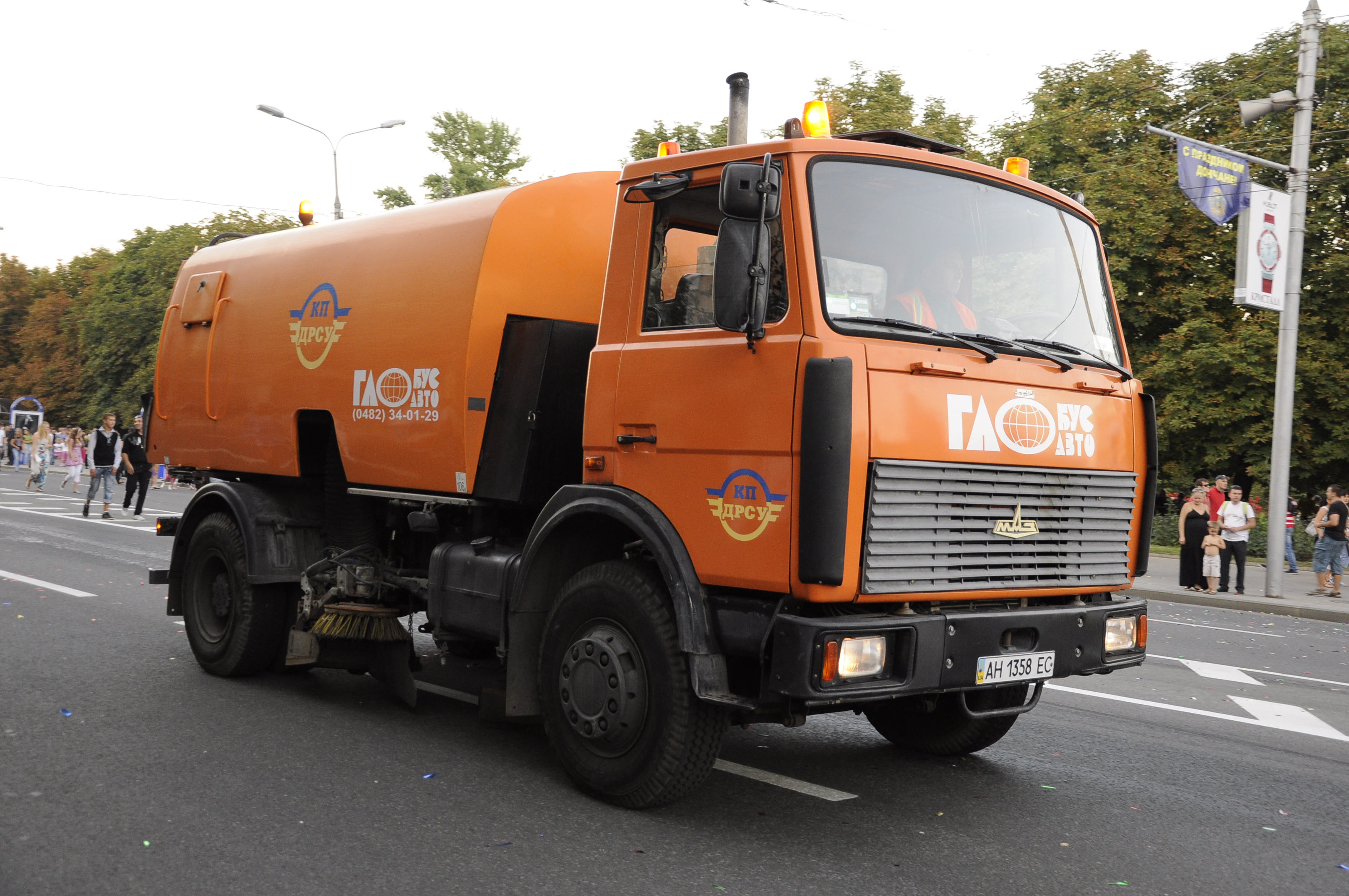
Kehrmaschine auf Basis des MAZ-5551, 2011

Bei dem Lastkraftwagen MAZ-5551 handelt es sich um eine modifizierte Variante des MAZ-5337, die nun statt mit einer Pritsche mit einer Kippmulde versehen wurde. Entsprechend der Tradition des Herstellers wurde für den Kipper allerdings eine eigene Modellnummer vergeben.
Das Fahrzeug verfügt über Hinterradantrieb und kann mit Anhängern von bis zu 10 Tonnen zulässiger Gesamtmasse betrieben werden. 2003 erschien eine überarbeitete Version mit modernerem Führerhaus (optisch leicht zu unterscheiden). Beim vom Hersteller in Serie gelieferten Aufbau handelt es sich um einen Dreiseitenkipper. Außerdem wird das Fahrgestell des MAZ-5551 auch für Spezialaufbauten wie Kehrmaschinen verwendet.
Seit 2006 wird parallel der Nachfolger MAZ-5550 in zwei unterschiedlichen Versionen gefertigt. Dieser ist dem MAZ-5551 optisch ähnlich und sollte nicht verwechselt werden.

## Modellvarianten
In seiner mittlerweile über 25 Jahre andauernden Produktionsgeschichte wurden und werden einige unterschiedliche Versionen des Fahrzeugs hergestellt:
- Grundmodell MAZ-5551: 1988 bis 2003 gefertigt
- Facelift MAZ-5551 (2003): ab 2003 mit erneuerter Kabine ausgelieferte Variante (Bild siehe Infobox)
- MAZ-555101 oder auch MAZ-5551ХЛ (ХЛ für russisch холодно, „kalt“): für den Einsatz bei Temperaturen von bis zu −60 °C konzipiert
- MAZ-555147: Aktuell vom Hersteller gelieferte Variante
- MAZ-5551A2: Aktuell vom Hersteller gelieferte Variante

## Technische Daten
Für das Modell MAZ-5551A2.
- Motortyp: JaMZ-6563.10, früher auch JaMZ-236M2
- Motor: Sechszylinder-Viertakt-Dieselmotor
- Leistung: 169 kW (230 PS)
- Getriebe: JaMZ-236P, 5 Vorwärtsgänge
- Bereifung: 12.00R20
- Tankinhalt: 200 l
- Antriebsformel: (4×2)
- Höchstgeschwindigkeit: 83 km/h

Gewichtsangaben
- Zulässiges Gesamtgewicht: 18,2 Tonnen
- Leergewicht: 9,2 Tonnen
- Zulässige Achslast vorne: 6,7 Tonnen
- Zulässige Achslast hinten: 11,5 Tonnen
- max. Zuladung: 9 Tonnen
- max. Anhängelast: 10 Tonnen

Abmessungen
Für die ältere Version MAZ-5551.
- Länge über alles: 5990 mm
- Breite: 2500 mm (ohne Außenspiegel)
- Höhe: 2925 mm
- Volumen der Kippmulde: 13 m³
- Radstand: 3300 mm